# Coronado (stad)
Coronado is een Amerikaanse stad in San Diego County in Californië. Het inwonertal bedraagt 25.952 (2016).
Coronado ligt op een schiereiland en is met San Diego verbonden via de 3407 meter lange San Diego-Coronado Bridge die in 1969 werd geopend. Aan de noordzijde van het schiereiland bevindt zich de marinebasis Naval Air Station North Island, thuishaven van vliegdekschepen zoals de USS Nimitz. 
De stad heeft als bijnamen The Crown City en The Tent City. Dat laatste is een verwijzing naar de tenten van toeristen die vroeger tijdens de zomervakantie in groten getale op het strand van Coronado Beach stonden. Het beroemde Hotel del Coronado dateert uit 1888 en is onder andere te zien in de film Some Like It Hot (1959).

## Geboren
- Landis Everson (1926-2007), dichter
- Tina Weymouth (1950), basgitariste (Talking Heads, Tom Tom Club)

## Gestorven
- Elliott Buckmaster (1976), Kapitein-ter-Zee op de USS Yorktown (CV-5) en later viceadmiraal van de Amerikaanse Marine

## Plaatsen in de nabije omgeving
De onderstaande figuur toont nabijgelegen plaatsen in een straal van 16 km rond Coronado.